# Tracie Morris
Tracie Morris, née à Brooklyn (New York) est une poète, chanteuse interprète, artiste sonore afro-américaine, professeur à l'université de Pennsylvanie et à l'Institut Pratt de Brooklyn.

## Biographie
Tracie Morris est acceptée au Hunter College où elle obtient successivement son Bachelor of Arts en sciences politiques et son Master of Arts en Performance studies. Elle poursuit son cursus universitaire à l'université de New York où elle obtient son doctorat (Ph.D). Elle parfait sa formation en suivant des cours à la Royal Academy of Dramatic Art de Londres et aux Michael Howard Studios (en). 
Elle commence sa carrière d'enseignante comme professeur de poétique au Sarah Lawrence College.
Elle anime des séminaires résidentiels à l'Atlantic Center for the Arts (en) de New Smyrna Beach.
Elle publie des articles dans les revues et magazines Poetry, Bomb Magazine, Jacket2, The Racial Imaginary
Tracie Morris est invitée à différents cycles de conférences et de lectures notamment à l'université de Wake Forest, au Center for Book Arts (en) (New York), en France (Double Change) , à la Poets House (en) de New York, etc.
Elle travaille avec des musiciens de jazz tels que Cecil Taylor et Jerome Harris (en).

## Œuvres

### Recueils de poésie
- Handholding: 5 kinds, éd. Kore Press, 2015.
- Rhyme Scheme, éd. Zasterle Press, 2012.
- Intermission, éd. Soft Skull Press, 2001.
- Chap-T-Her Won: Some Poems by Tracie Morris, éd.  T M Ink, 1993.

### Contributions
- What I Say: Innovative Poetry by Black Writers in America, (avec Nathaniel Mackey[12], C. S. Giscombe[13], Will Alexander[14], Ron Allen (en)), aux éd. University of Alabama Press, 2015.
- Feminaissance, (avec Dodie Bellamy[15], Caroline Bergvall, Meiling Cheng[16], Wanda Coleman[17], Bhanu Kapil[18], Chris Kraus, Susan McCabe (en)[19], Eileen Myles[20], Maggie Nelson, Vanessa Place, Juliana Spahr, Christine Wertheim, Stephanie Young (en)[21], Lidia Yuknavitch[22]), éd. Les Figues Press, 2010.
- Afrofuturism (avec Ron Eglash[23], Anna Everett, Nalo Hopkinson, Kalí Tal, Alexander G. Weheliye, Fatimah Tuggar , & alii), éd. Duke University Press, 2002.

### Éditrice scientifique
- BAX 2016: Best American Experimental Writing, coédité avec Charles Bernstein et Jesse Damiani[24], éd. Wesleyan, 2017[25].

## Discographie
- Mahalia Vox 1, label Kulturo, 2011,
- African, label Bridge Records, 2008,
- Slave Sho' To Video A.k.a. Black But Beautiful, label Whitney Museum Of American Art, 2002,
- Djele, label Electronic Music Foundation, 2001
- Project Princess, label Mercury, 1996,
- Prelude to a kiss, label Atavistic, 1996,
- So What, label Virgin Music Canada, 1995,
- On' N' On, label Imago, 1994.

## Prix et distinctions
- Lauréate de l'Asian Cultural Council, 1997 et 2015[26],
- Boursière de la New York Foundation for the Arts (poésie), 1995[27].

### Documents audio-visuels et audiophoniques
- Five pieces video, sous la direction d'Al Filreis pour la revue Jacket2, 2017[39],
- Différentes lectures publiques (readings) et interviews sont disponibles sur le site PennSound[40].